# Augolychna septemstrigella
Augolychna septemstrigella är en fjärilsart som beskrevs av Victor Toucey Chambers 1878. Augolychna septemstrigella ingår i släktet Augolychna och familjen äkta malar. Inga underarter finns listade i Catalogue of Life.